# ابتكار مفتوح

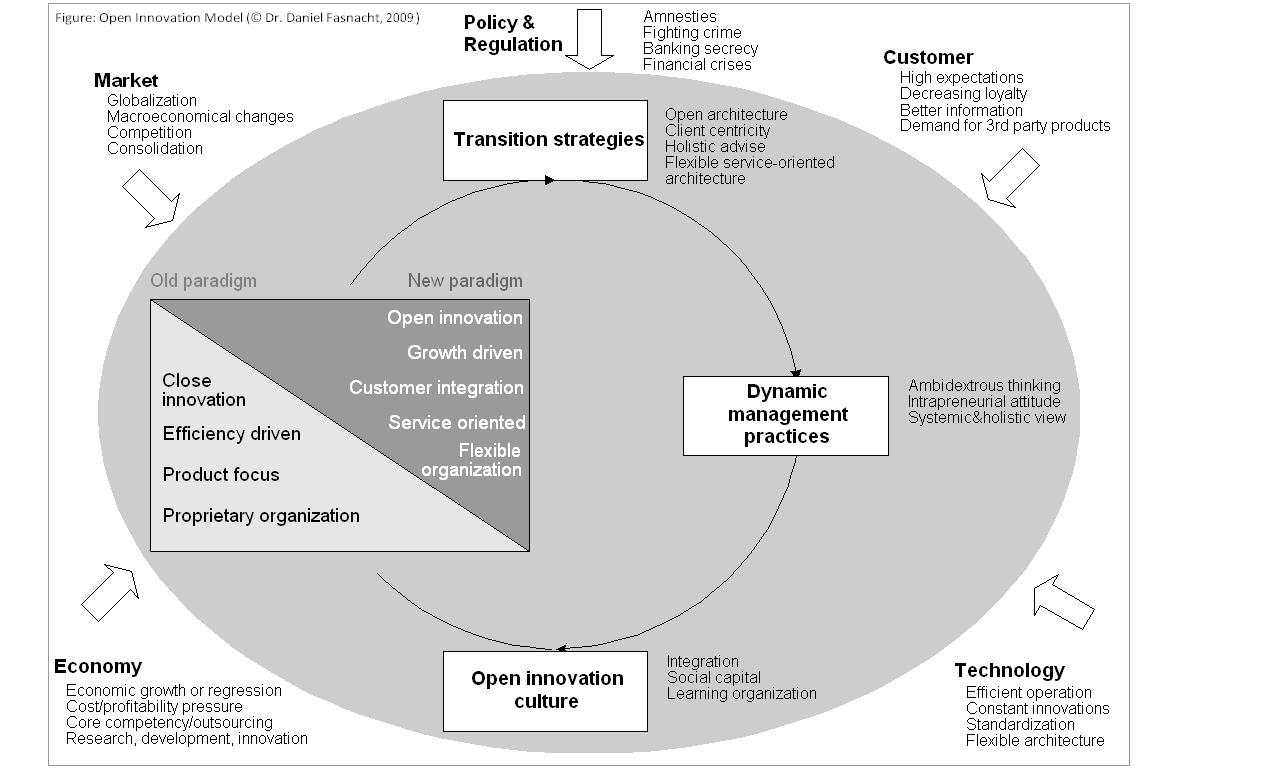

الابتكار المفتوح: هومصطلح يستخدم لتعزيزعقلية عصر المعلومات نحو الابتكارالذي يتعارض مع سرية وعقلية الصوامع لمعامل أبحاث الشركات التقليدية. وقد لوحظ مناقشة الفوائد والقوى الدافعة وراء زيادة الانفتاح منذ الستينيات، لا سيما فيما يتعلق بالتعاون بين الشركات في مجال البحث والتطوير. قد روج استخدام مصطلح «الابتكار المفتوح» في إشارة إلى تزايد احتضان التعاون الخارجي في عالم معقد Henry Chesbrough، أستاذ مساعد ومدير كلية مركز الابتكار المفتوح Haas School of Business في جامعة كاليفورنيا.
وقد أشير في الأصل إلى هذا المصطلح بأنه «نموذج يفترض أن الشركات تستطيع بل وينبغي لها أن تستخدم أفكار خارجية فضلا عن الأفكار الداخلية، وطرق مختلفة إلى السوق، حيث تتطلع الشركات إلى النهوض بالتكنولوجيا». وقد عرف مؤخرا بأنه «عملية ابتكار موزعة تستند إلى تدفقات معارف تدار إدارة إيجابية عبر الحدود التنظيمية، باستخدام آليات مالية وغير مالية تمشي مع نموذج الأعمال التجارية للمنظمة». يقرهذا التعريف الأحدث بأن الابتكار المفتوح لا يركز فقط على الشركات: فهو يشمل أيضًا المستهلكين المبدعين  ومجتمعات المبدعين المستخدمين. أصبحت الحدود بين الشركة وبيئتها أكثر نفاذاً; إذ يمكن للابتكارات أن تنتقل بسهولة إلى الداخل والخارج بين الشركات وغيرها من الشركات وبين الشركات والمستهلكين المبدعين، مما يؤدي إلى آثارعلى مستوى المستهلك والشركة والصناعة والمجتمع.
لأن الابتكارات تميل إلى أن تكون من إنتاج الغرباء خارجية والمؤسسين في النجوم، بدلاً من المنظمات القائمة، فالفكرة الأساسية وراء الابتكار المفتوح هي أنه في عالم من المعرفة الموزعة على نطاق واسع، لا يمكن للشركات أن تتحمل الاعتماد كليا على أبحاثها الخاصة، ولكن ينبغي بدلاً من ذلك شراء أوترخيص عمليات أو اختراعات (أي براءات الاختراع) من شركات أخرى. وهذا ما يسمى الابتكار المفتوح الوارد. بالإضافة إلى ذلك، نبغي أن تؤخذ الاختراعات الداخلية التي لا تستخدم في أعمال الشركة خارج الشركة (مثلا عن طريق الترخيص أوالمشاريع المشتركة أو الفوائد العرضية). وهذا ما يسمى بالابتكار الخارجي المفتوح.
يمكن تفسير نموذج الابتكار المفتوح على أنه يتجاوز مجرد استخدام مصادرخارجية الابتكارمثل العملاء والشركات المنافسة والمؤسسات الأكاديمية، ويمكن أن يكون تغييراً في استخدام الملكية الفكرية بقدر ما هو الحال في الجيل التقني والبحثي من الملكية الفكرية. ومن هذا المنطلق، يُفهم على أنه تشجيع واستكشاف ستمرين لمجموعة واسعة من المصادر الداخلية والخارجية للفرص الابتكارية، وإدماج هذا الاستكشاف بقدرات وموارد ثابتة، واستغلال هذه الفرص من خلال قنوات متعددة.

## المزايا
يوفر الابتكار المفتوح فوائد عديدة للشركات التي تعمل على برنامج للتعاون العالمي:
- انخفاض تكلفة إجراء البحوث والتطوير.
- إمكانية تحسين إنتاجية التطوير.
- دمج العملاء مبكرا في عملية التطوير.
- زيادة الدقة في أبحاث السوق واستهداف العملاء.
- إمكانية التضافر بين الابتكارات الداخلية والخارجية.
- إمكانية التسويق الفيروسي.[11]
- تحسين التحول الرقمي.
- إمكانية استخدام نماذج أعمال جديدة تماما.
- الاستفادة من الأنظمة البيئية المبتكرة.[12]

## السلبيات
إن تنفيذ نموذج للابتكار المفتوح يرتبط بطبيعة الحال بعدد من المخاطر والتحديات، بما في ذلك:
- إمكانية الكشف عن معلومات غير معدة للمشاركة.
- إمكانية أن تفقد المنظمة المضيفة ميزتها التنافسية نتيجة لكشف عن الملكية الفكرية.
- زيادة تعقيد التحكم في الابتكار وتنظيم كيفية تأثير المساهمين على المشروع.
- وضع وسيلة لتحديد الابتكار الخارجي ودمجه بشكل صحيح.
- إعادة تنظيم استراتيجيات الابتكار بحيث تمتد إلى ما وراء الشركة من أجل زيادة العائد من الابتكار الخارجي إلى أقصى حد.[10][11]

## نماذج

### التمويل من قبل الحكومة
في المملكة المتحدة، تعد شراكات نقل المعرفة (KTP) آلية تمويل تشجع الشراكة بين شركة وشريك قائم على المعرفة. إن برنامج KTP: هو برنامج تعاون بين شريك قائم على المعرفة (أي مؤسسة بحثية) وشريك شركة أو أكثر (أي أشخاص مؤهلون حديثا مثل الخريجين). وتهدف مبادرات KTP إلى تحقيق تحسن كبير في ربحية شركاء الأعمال كنتيجة مباشرة للشراكة من خلال تحسين الجودة والعمليات وزيادة المبيعات والوصول إلى الأسواق الجديدة. وفي نهاية مشروعهم المتعلق ببرنامج التدريب على إدارة الأعمال، يتعين على الجهات الفاعلة الثلاثة المعنية إعداد تقرير نهائي يصف مبادرة «التعلم القائم على أساس الكفاءة» التي دعمت تحقيق أهداف المشروع في مجال الابتكار.
وتهدف مبادرات KTP إلى تحقيق تحسن كبير في ربحية شركاء الأعمال كنتيجة مباشرة للشراكة من خلال تحسين الجودة والعمليات وزيادة المبيعات والوصول إلى الأسواق الجديدة. وفي نهاية مشروعهم المتعلق ببرنامج التدريب على إدارة الأعمال، يتعين على الجهات الفاعلة الثلاثة المعنية إعداد تقرير نهائي يصف مبادرة «التعلم القائم على أساس الكفاءة» التي دعمت تحقيق أهداف المشروع في مجال الابتكار.

### المنصة المنتجات
يتضمن هذا النهج على تطويروإدخال منتج مكتمل جزئيا، لغرض توفير إطارأو مجموعة أدوات للمساهمين للوصول إلى المنتج وتخصيصه واستغلاله. والهدف من ذلك هو أن يقوم المساهمون بتوسيع وظيفة منتج المنصة مع زيادة القيمة الإجمالية للمنتج لكل من يشارك فيها.
تعتبرأطرالبرامج المتاحة بسهولة مثل مجموعة أدوات تطوير البرامج (SDK) أو واجهة برمجة التطبيقات (API) أمثلة شائعة على الأنظمة الأساسية للمنتجات. وهذا النهج شائع في الأسواق ذات تأثيرات الشبكات القوية حيث يزداد الطلب على المنتج الذي بنفذ الإطار (مثل الهاتف المحمول أو تطبيق عبر الإنترنت) مع تزايد عدد المطورين الذين يجذبون لاستخدام مجموعة أدوات النظام الأساسي.غالبا ما تؤدي قابلية تكوين الأقراص المعدنية المضمنة إلى زيادة تعقيد الإدارة وضمان الجودة.

### المسابقات الفكرة
يستلزم هذا النموذج تنفيذ نظام يشجع على القدرة التنافسية فيما بين المساهمين عن طريق مكافأة العروض الناجحة. تقع مسابقات المطورين مثل أحداث hackathon ضمن هذه الفئة من الابتكار المفتوح. توفر هذه الطريقة للمؤسسات وإمكانية وصول غير مكلفة إلى كمية كبيرة من الأفكار المبتكرة، مع توفير رؤية أعمق لاحتياجات عملائها والمساهمين فيها.

### الغمر العملاء
في حين أن هذه التقنية موجهة في معظمها نحو نهاية دورة تطوير المنتج، إلا أنها تتضمن تفاعلا واسعا بين العملاء من خلال موظفي المؤسسة المضيفة. وبذلك تكون الشركات قادرة على دمج مدخلات العملاء بدقة، مع السماح لها بالمشاركة على نحو أوثق في عملية التصميم ودورة إدارة المنتجات.

### التصميم المنتج والتطويره بطريقة تعاونية
وبالمثل، فإن إنشاء لوحات المنتجات، تقوم منظمة بدمج المساهمين فيها في تطوير المنتج. وهذا يختلف عن أسلوب البرمجة اللغوية بمعنى أنه، بالإضافة إلى توفير الإطار الذي يطور عليه المساهمون، فإن المنظمة المضيفة لا تزال تتحكم في المنتجات النهائية التي توضع بالتعاون مع المساهمين فيها وتحتفظ بها. وهذه الطريقة تمنح المؤسسات مزيدًا من التحكم عن طريق ضمان تطويرالمنتج الصحيح بأسرع ما يمكن، مع خفض التكلفة الإجمالية للتنمية. Dr. Henry Chesbrough. ؤخرا هذا النموذج للابتكار المفتوح في صناعة البصريات والفوتونات

### الشبكات الابتكار
وعلى غرار مسابقات الفكر، تستفيد المؤسسة من شبكة من المساهمين في عملية التصميم عن طريق تقديم مكافأة في شكل حافز. ويتصل الاختلاف بحقيقة أن شبكة المساهمين تستخدم في إيجاد حلول للمشاكل المحددة في إطارعملية التنمية، بدلاً من المنتجات الجديدة. وينبغي التركيز على تقييم القدرات التنظيمية لكفالة إيجاد القيمة في الابتكار المفتوح.

### في العلم
في Austria ، بدأ Ludwig Boltzmann Gesellschaft بدأت مشروعًا يحمل اسم «أخبرنا!» حول قضايا الصحة العقلية واستخدمت مفهوم الابتكار المفتوح في تعهيد جماعي في أسئلة البحث. كما أطلق المعهد أيضًا أول «مختبر للابتكار المفتوح في العلوم» لتعليم 20 عالمًا مختارًا مفهوم الابتكارالمفتوح على مدارعام واحد.

### وسطاء الابتكار
وسطاء الابتكار في مجال التجديد هم أشخاص أو منظمات تيسرالابتكارعن طريق ربط جهات مستقلة متعددة من أجل تشجيع التعاون والابتكارالمفتوح، مما يعززالقدرة الابتكارية للشركات أو الصناعات أو المناطق أو الدول. ومن ثم، قد تكون العناصر فاعلة رئيسية في التحول من أساليب الابتكار المغلقة إلى المفتوحة.

## المقابل الابتكار المغلق
ويؤمن نموذج الابتكار المغلق بأن الابتكار الناجح يتطلب التحكم. بالتحديد، ينبغي للشركة أن تتحكم في توليد أفكارها الخاصة، فضلا عن الإنتاج والتسويق والتوزيع والخدمات والتمويل والدعم. ما دفع بهذه الفكرة هو أن المؤسسات الاكاديمية والحكومية لم تشترك في التطبيق التجاري للعلم في أوائل القرن العشرين. نتيجةً لذلك، وقد تُرك الأمر لشركات أخرى لكي تأخذ دورة تطوير المنتجات الجديدة في أيديها. لم يكن هناك وقت انتظار لكي يصبح المجتمع العلمي أكثر مشاركة في التطبيق العملي للعلوم. كما لم يكن هناك وقت كافٍ للانتظار حتي تبدأ شركات أخرى في إنتاج بعض المكونات مطلوبة في منتجها النهائي.وأصبحت هذه الشركات مكتفية ذاتيًا نسبيًا، مع توجيه القليل من الاتصالات نحو الخارج إلى شركات أو جامعات أخرى.
وعلى مر السنين ظهرت عدة عوامل مهدت الطريق لنماذج الابتكار المفتوح:
- زيادة توافر العمال المهرة وتحركهم.
- نمو سوق رأس المال الاستثماري.
- خيارات خارجية للأفكار الموضوعة على الرف.
- زيادة قدرة الموردين الخارجيين.

أسفرت هذه العوامل الأربعة عن سوق جديدة للمعرفة.لم تعد المعرفة ملكا للشركة. وهو يقيم في الموظفين والموردين والعملاء والمنافسين والجامعات. إذا لم تستخدم الشركات المعرفة التي تملكها، فسيتمكن شخص آخرمن ذلك. ويمكن توليد الابتكار إما عن طريق الابتكار إما عن طريق الابتكار المغلق أو عن طريق نماذج الابتكار المفتوح. هناك نقاش مستمر حول النموذج الذي سيهيمن عليه في المستقبل.

## المصطلحات
تنقسم البحوث الحديثة للابتكارالمفتوح إلى مجموعتين، لهما أسماء عديدة، ولكنهما متشابهان في جوهرها (الاكتشاف والاستغلال; خارج الداخل والخارج; من الداخل والخارج). العامل المشترك للأسماء المختلفة هو اتجاه الابتكار، سواء من خارج الشركة أو من داخل الشركة وخارجها:
الكشف (الابتكار الصادر غير المالي)
هذا النوع من الابتكار المفتوح هوعندما تشارك شركة ما مواردها بحرية مع شركاء آخرين، من دون مكافأة مالية فورية. إن مصدر الربح ذوطبيعة غير مباشرة ويظهركنوع جديد من نموذج الأعمال.
وهذا النوع من الإبداع المفتوح هو عندما تشارك شركة ما مواردها بحرية مع شركاء آخرين، من دون مكافأة مالية فورية. إن مصدر الربح ذو طبيعة غير مباشرة ويظهر كنوع جديد من نماذج الأعمال.
البيع (الابتكار المالي الخارجي)
في هذا النوع من الابتكار المفتوح، تقوم شركة ما بتسويق اختراعاتها وتقنياتها من خلال بيع أوترخيصا لتكنولوجيا إلى طرف ثالث.
المصادر (الابتكار الداخلي غير المالي)
هذا النوع من الابتكار المفتوح هوعندما تستخدم الشركات المعرفة الخارجية المتاحة بحرية، كمصدر للابتكار الداخلي. قبل البدء في أي مشروع داخلي للبحث والتطوير ينبغي للشركة ان ترصد البيئة الخارجية بحثًا عن حلول قائمة، وبالتالي تصبح البحوث والتطوير الداخلية، في هذه الحالة، أدوات لاستيعاب الأفكار الخارجية للاحتياجات الداخلية
الحصول على (الابتكار الداخلي)
في هذا النوع من الابتكار المفتوح، تشتري الشركة الابتكار من شركائها من خلال الترخيص، أوغيرها من الإجراءات، بما في ذلك المكافأة النقدية مقابل المعرفة الخارجية.

## المقابل المصدر المفتوح
قد يتعارض المصدر المفتوح والابتكارالمفتوح مع قضايا براءات الاختراع. ويتجلى هذا الصراع بشكل خاص عند النظر في التكنولوجيات التي قد تنقذ الأرواح، أوالتكنولوجيات الأخرى المناسبة للمصادر المفتوحة التي قد تساعد في الحد من الفقر أو التنمية المستدامة. ومع ذلك، فإن الابتكار مفتوح المصدر لا يستبعد كل منهما الآخر، لأن الشركات المشاركة يمكنها التبرع ببراءات الاختراع الخاصة بها لمنظمة مستقلة، أو وضعها في مجمع مشترك، أو منح استخدام غير محدود للترخيص لأي شخص. ومن هنا فإن بعض المبادرات المفتوحة المصدر قادرة على دمج هذين المفهومين: هذا هو الحال على سبيل المثال بالنسبة لشركة IBM من منصة Eclipse الخاصة بها، التي تقدمها الشركة باعتبارها حالة من الابداع المفتوح، حيث تدعى الشركات المتنافسة إلى التعاون داخل شبكة الابتكار المفتوح.
إن عام 1997، صاغ Eric Raymond، الذي كتب عن حركة البرمجيات المفتوحة المصدر، مصطلح الكاتدرائية والبازار.وكانت الكاتدرائية تمثل الطريقة التقليدية لتوظيف فريق من الخبراء لتصميم وتطوير البرمجيات (ولو أنها قد تنطبق على أي عمل إبداعي أو مبتكر على نطاق واسع). كانت البازار تمثل النهج المفتوح المصدر.ولقد تضخمت هذه الفكرة بفعل عدد كبير من الناس، ولا سيما Don Tapscott و Anthony D. Williams في كتابهم Wikinomics. كما نقل عنEric Raymond نفسه قوله "لا يمكن للمرء أن يقوم بالرمز من الأرض إلى أعلى على طراز البازار. يمكن للمرء اختبار وتصحيح وتحسين نمط البازار، ولكن سيكون من الصعب جدًا إنشاء مشروع في وضع البازار. وفي السياق نفسه، نقل عن Raymond أيضًا "المعالج الفردي هو المكان الذي تبدأ فيه مشاريع البازار الناجحة عمومًا".

## المستوى التالي
في عام 2014، وصف Chesbrough و Bogers الابتكار المفتوح باعتباره عملية ابتكار موزعة تقوم على تدفق المعرفة التي تتم إدارتها عمدا عبر حدود المؤسسة. إن الابتكار المفتوح مع نظرية النظام البيئي ولا يتفق مع عملية خطية. إن تبني شركة Fasnacht للخدمات المالية يستخدم الابتكار المفتوح كأساس ويتضمن أشكالاً بديلة للتعاون الجماعي، مما يجعلها معقدًة ومتكررة وغير خطية ولا يمكن السيطرة عليها إلا بالكاد. التفاعلات المتزايدة بين شركاء الأعمال والمنافسين والموردين والعملاء والمجتمعات إلى نمو مستمر في للبيانات والأدوات المعرفية.تجمع الأنظمة البيئية للابتكار المفتوح بين القوى التكافلية لكل الشركات الداعمة من مختلف القطاعات والشركات التي تسعى بشكل جماعي إلى إنشاء عروض مميزة.وبناء على ذلك، فإن القيمة التي يتم الحصول عليها من شبكة من جهات فاعلة متعددة وسلسلة القيمة الخطية للشركات الفردية مجتمعة، تخلق نموذج التسليم الجديد الذي تعلن فيه Fasnacht «كوكبة قيمة».
وبناء على ذلك، فإن القيمة التي يتم الحصول عليها من شبكة من جهات فاعلة متعددة وسلسلة القيمة الخطية للشركات الفردية مجتمعة، تخلق نموذج التسليم الجديد الذي تعلن فيه Fasnacht «مجموعه القيمة».

## النظام البيئي المفتوح للابتكار
يتكون مصطلح نظام البيئي المفتوح للابتكار من ثلاثة أجزاء تصف أسس نهج الابتكار المفتوح وأنظمة الابتكار والأنظمة البيئية للأعمال. 
وفي حين James F. Moore بحث في النظم البيئية للأعمال في مجال التصنيع حول شركة أو فرع معين، فقد تم مؤخراً دراسة النموذج المفتوح للابتكار مع نظرية النظام البيئي في العديد من الصناعات. وقد أخرىTraitler جميع الابحاث على تكنولوجيا المعلومات عام 2010 واستخدمته للبحث والتطوير، مشيرا إلى إن الابتكار العالمي يحتاج إلى تحالفات قائمة على اختلافات متوافقة. تمثل شراكات الابتكار القائمة على تبادل المعرفة تحولا نموذجيا نحو تسريع التنمية المشتركة للابتكار المستدام. بحث الغرب الأنظمة البيئية للابتكار المفتوح في صناعة البرمجيات،  بعد دراسات أجريت في صناعة الأغذية تبين كيف ازدهرت شركة صغيرة وأصبحت نجاحًا في مجال الأعمال التجارية على أساس بناء نظام بيئي يتقاسم المعرفة، ويشجع نمو الأفراد، ويعبر عن الثقة بين المشاركين مثل الموردين والخريجين والموظفين وكتاب الطعام. تشمل عمليات التبني الأخرى صناعة الاتصالات  أو المدن الذكية.
بعد دراسات أجريت في صناعة الأغذية تبين كيف ازدهرت شركة صغيرة وأصبحت نجاحا في مجال الأعمال التجارية على أساس بناء نظام بيئي يتقاسم المعرفة، ويشجع نمو الأفراد، ويعبر عن الثقة بين المشاركين مثل الموردين والخريجين الطاهى والموظفين، وكتّاب الطّعام . وتشمل عمليات التبني الأخرى صناعة الاتصالات أو المدن الذكية.
فالنظم الايكولوجية تعزز التعاون وتعجل بنشر المعرفة من خلال أثر الشبكة، في الواقع، تزيد من خلق القيمة مع كل طرف فاعل في النظام الإيكولوجي، الذي يعمل بدوره على رعاية النظام الإيكولوجي في حد ذاته.
إن المنصة الرقمية ضرورية لجعل نظام الابتكار البيئي يعمل كما أنه يتوافق مع مختلف الجهات الفاعلة لتحقيق غرض يعود بالنفع المتبادل. وأوضح باركر أنه مع ثورة المنصات ووصف كيف تحول الأسواق الشبكية الاقتصاد.
تُستخدم الأنظمة البيئية للأعمال بشكل متزايد وتحرّك النمو الرقمي. [3] وتستخدم الشركات الرائدة في الصين قدراتها التكنولوجية وتربط بيانات العملاء بالمعاملات التاريخية والسلوك الاجتماعي لتقديم خدمات مالية مخصصة بين السلع الفاخرة أو الخدمات الصحية.هذه البيئة التعاونية المفتوحة تغير تجربة العميل وتضيف قيمة إلى المستهلكين. والعيب في الأمر هو أنها تهدد البنوك القائمة من الولايات المتحدة وأوروبا أيضاً بسبب تراثها وافتقارها إلى الرشاقة والمرونة.

## روابط خارجية
- Hippel، Eric von (2011). "Open User Innovation". في Soegaard، Mads (المحرر). Encyclopedia of Human-Computer Interaction. Aarhus, Denmark: The Interaction Design Foundation. مؤرشف من الأصل في 2015-07-04.
- مصادر الأفكار المبتكرة
- Lakhani، K. R.؛ Panetta، J. A. (2007). "The Principles of Distributed Innovation". Innovations: Technology, Governance, Globalization. ج. 2 ع. 3: 97. DOI:10.1162/itgg.2007.2.3.97.